# Florentino Fernández
Florentino José Fernández Román (Madrid, 9 de novembre de 1972), també conegut com a Flo, és un humorista, actor, presentador i actor de doblatge espanyol.

## Carrera

### 1972—2002: Infància i inicis
Madrileny de naixement, va viure a casa dels seus avis fins als tres anys, edat amb la qual es va traslladar amb els seus pares a Leganés. Guarda una estreta relació amb Sacedón (Guadalajara), on va passar la seva joventut, arribant a fer un homenatge a aquesta localitat a El informal.
Va començar a treballar com a conductor d'autobús (ja que era l'ofici del seu pare), més tard va treballar com a vigilant de seguretat fins que els seus amics li van dir que, a causa de la seva habilitat per a l'humor, es presentés al càsting d' Esta noche cruzamos el Mississippi (Telecinco). Així va ser, gràcies als seus personatges Lucas Grijánder i Crispín Klander -tots dos imitacions de l'humorista Chiquito de la Calzada-, com Flo va ser catapultat a la fama. Amb les imitacions d'aquests efeminats analistes del cor, que venien del país inventat de Chiquitistán amb frases com "cuidadín, cuidadín" i "soy modosito", Fernández es va fer molt popular en els 90. Continuaria amb Pepe Navarro a La sonrisa del pelícano (Antena 3).
En juliol de 1998, aconseguí consagrar-se en el programa diari El informal que copresentava junt amb Javier Capitán, on analitzava en to àcid l'actualitat, com a farciment per a l'estiu, i van gaudir de gran popularitat gràcies als seus famosos sketches, vídeos doblats i imitacions, passant de ser un espai de farciment de tot just 20 minuts a encapçalar les llistes de percentatge d'audiència. Aquesta aventura televisiva arribaria a la seva fi a l'abril de 2002. Amb El informal, Florentino Fernández va rebre el TP d'Or al millor personatge revelació de 1999 i va ser finalista al Millor Comunicador de Programes d'Entreteniment 1999 per l'Acadèmia de les Ciències i de les Arts de la Televisió a Espanya (ATV).
Durant el seu periple a El informal va començar la seva carrera com doblador en la pel·lícula Austin Powers, la espía que me achuchó, on posa veu al mateix Austin, al Dr. Maligno i al Gordo Cabrón. També va començar a explotar la seva faceta d'actor còmic en la sèrie 7 Vidas (Telecinco), on interpretava Félix, germà de Paco (Javier Cámara) i fill de Sole (Amparo Baró).

### 2003—2005:7 Vidas,El show de Floi TVE
El 2003, després del seu pas per 7 Vidas, va aconseguir el seu propi programa nocturn, en el qual faria la labor d'animador-presentador: El show de Flo (La 1), amb la col·laboració de Miki Nadal, el seu company d' El informal. Encara que el programa no va tenir l'èxit esperat per la cadena, la seva carrera va conèixer nous èxits, ja fos com a monologuista a El club de la comedia o com a actor als escenaris, en l'obra de teatre 5hombres.com.
El seu pas pel cinema ha estat també enquadrat en papers còmics, ja anés com a personatge de pes en les pel·lícules "El oro de Moscú" de Jesús Bonilla, "Una de zombis" i junt a Santiago Segura, a Isi/Disi, Amor a lo Bestia de Chema de la Peña i Isi/Disi, Alto voltaje de Miguel Angel Lamata o fent cameos, entre ells, a Torrente 2, Torrente 3 i Torrente 4.
El 2004 tornaria a fer un programa informatiu en clau d'humor, en aquesta ocasió al costat de Nuria Roca en UHF, en les nits d'Antena 3. Encara que el projecte tenia com a objectiu restar audiència a Telecinco, que dominava la programació de mitjanit amb Crónicas marcianas, els resultats no van ser els esperats i el programa es va cancel·lar. Ja el 2005 va presentar i va actuar en el programa de sketches de TVE 1: Splunge al costat de, entre d'altres, els seus excompanys d' El informal Patricia Conde i Miki Nadal celebrada a Astorga l'agost de 2010.
També va treballar a La Sexta: El Club de Flo. Amb l'ajuda de Agustín Jiménez, Bermúdez, Luisa Martín i Goyo Jiménez el programa ensenyava a interpretar monòlegs d'humor als artistes convidats al programa, entre els quals hi ha hagut polítics, periodistes i famosos diversos. Ja fora de la televisió, també.

### 2006—2010: Unió amb Josema Yuste i Cuatro
En octubre de 2007 Florentino va estrenar al Teatro Madrileña Una pareja de miedo, adaptació de l'obra El misterio de Ira Vamp, junt a Josema Yuste. Participà en el concurs ¿Sabes más que un niño de primaria? a la fi d'aquest mateix any.
El 24 de desembre de 2008 va realitzar al costat de Josema Yuste l'especial de la nit de Nadal de TVE. Un programa d'humor que incloïa les millors paròdies, sketches, imitacions i doblatges d'una parella que s'unia per primera vegada en televisió. Gairebé 3,6 milions d'espectadors, equivalents al 32,5% de l'audiència, van veure l'espai que va emetre La 1, que va ser el més vist el 24 de desembre. Aquest èxit va motivar que el 16 d'abril de 2009 s'estrenarà en format de programa setmanal amb el títol ¿Y ahora qué?.
El 3 de maig de 2010 Florentino estrena un altre programa d'humor i actualitat en les sobretaules de la cadena Cuatro, titulat Tonterías las justas. , copresentat amb l'humorista Dani Martínez, i la periodista Anna Simon, comptant també com a reportera a Romina Belluscio. També formava part del duo còmic Josema y Flo.

### 2011—2014: Neox, La Sexta, Atresmedia
L'1 de juliol de 2011 es va emetre l'últim programa de Tonterías las justas on, va abandonar juntament amb Anna Simon, Dani Martínez i la resta de l'equip la cadena Cuatro per a començar a presentar el programa Otra movida a Neox, que es va estrenar el 8 d'agost de 2011, en el qual Romina Belluscio, reportera del programa anterior, és substituïda per Cristina Pedroche l'antiga reportera de Sé lo que hicísteis....
El 30 de desembre de 2011 fou convidat a Feliz Año Neox i va fer una prova que li va proposar l'Hombre de Negro.
D'altra banda, durant la setmana del 20 al 24 de febrer de 2012 va celebrar els seus 15 anys de carrera professional en televisió en el seu programa Otra Movida, amb convidats especials i recopilacions dels seus millors moments en televisió. Otra Movida va acabar el 29 de juny de 2012.
En octubre de 2012 Flo es va estrenar com a monòleg en el programa El club de la comedia que s'emet a La Sexta i és presentat per Eva Hache.
En 2013 va presentar un programa d'humor anomenat Así nos va a La Sexta, junt amb la seva companya Anna Simon, des del 18 de febrer de 2013 fins al 28 de juny de 2013.
Des de octubre de 2013 i fins a març de 2014 va ser un dels concursants de la tercera edició del programa Tu cara me suena que emet Antena 3, en el va quedar en cinquena posició.
També des de novembre de 2013 i fins a maig de 2014 va col·laborar recurrentment en el programa d'Antena 3, Me resbala, acudint a tots i cadascun dels programes de la seva primera i segona temporada.
En juliol de 2014, es torna a unir al costat del seu company Dani Martínez per a protagonitzar junts la gira de teatre per tot Espanya anomenada #VuelvenNOVuelven.

### 2014—actualitat: Tornada a Mediaset España
Participa en alguns dels programes de la Tercera Temporada de Me resbala, emesos el 2015, encara que en realitat van ser gravats a l'estiu de 2014.
El 30 de juliol de 2014, es fa oficial de nou el seu fitxatge pel grup Mediaset España per a emprendre nous projectes, de manera que va abandonar el grup Atresmedia.
Des de setembre de 2014 i fins a desembre de 2014, participa com a Súper Maligne en la quinzena edició del Reality Gran Hermano de la cadena Telecinco. També va estrenar en novembre a Cuatro el programa Killer Karaoke, junt amb Patricia Conde.
En març de 2015, començà a presentar junt amb Dani Martínez el programa de prime time Sopa de gansos, en la cadena de televisió Cuatro.
Entre novembre i desembre de 2015 va formar part del jurat de la segona edició del programa de Telecinco Pequeños gigantes, que es va estrenar al novembre de 2015.
A principis de 2017, es va anunciar que el presentador i el còmic Dani Martínez tornarien a Cuatro per a presentar un programa d'humor en les sobretaules de la cadena anomenat Dani & Flo.
Més tard, ha estat recordat per RTVE juntament amb Josema Yuste en la cinquena temporada del programa de La 2 dels diumenges, Cómo nos reímos, en els dos primers capítols.
El 2019 va crear l'espectacle teatral El sentido del humor amb Santiago Segura i José Mota.

## Filmografia

### Televisió
Presentador
- Dani & Flo (Cuatro, 2017-2018)
- Sopa de gansos (Cuatro, 2015).
- Killer Karaoke (Cuatro, 2014-2015)
- Así nos va (La Sexta, 2013)
- Otra movida (Neox, 2011-2012)
- Gala dels premis Ondas (Cuatro, 2010).
- Tonterías las justas (Cuatro, 2010-2011).
- ¿Y ahora qué? (La 1, 2009).
- El club de Flo (La Sexta, 2006-2007).
- Planeta Finito (La Sexta, 2006).
- Splunge (La 1, 2005).
- UHF (Antena 3, 2003-2004).
- El show de Flo (La 1, 2002-2003).
- El club de la comedia (Canal+, La Sexta; 1999-2007).
- El Informal (Telecinco, 1998-2002).

Actor
- Águila Roja (La 1, 2015) com a Cristóbal, amigo de Sátur
- Se hace saber (La 1, 2014) invitat
- 7 Vidas (Telecinco, 2001-2002) com Félix Gimeno Huete.
- La sonrisa del pelícano (Antena 3, 1997) com Lucar Grijander i Crispín Klander.
- Esta noche cruzamos el Mississippi (Telecinco, 1996-1997) com Lucar Grijander i Crispín Klander.
- Espejo secreto (La 1, 1997).

Col·laborador
- Tu cara me suena (Antena 3, 2013-2014) (Concursant).
- Me resbala (Antena 3, 2013-2015) (Concursant).
- Gran Hermano 15 (Telecinco) (2014) (Súper Maligno).
- Pequeños gigantes (Telecinco) (2015-2016) (Jurat).

Invitat
- Las Campos (Telecinco) (2016) (Invitat).
- Mi casa es la tuya (Telecinco) (2017) (Invitat).

### Cinema
Doblatge
- Kung Fu Panda 4 de Mike Mitchell com a Po (Jack Black) (2024).
- Gru 3: Mi Villano Favorito 3 de Steve Carrell i Kristen Wiig, com a Gru (Steve Carell) (2017).
- Kung Fu Panda 3 de Jennifer Yuh Nelson, com a Po (Jack Black) (2016)
- Gru 2: Mi Villano Favorito 2 de Steve Carrell i Kristen Wiig, com a Gru (Steve Carell) (2013).
- Kung Fu Panda 2 de Jennifer Yuh Nelson, com a Po (Jack Black) (2011).
- Gru, mi Villano Favorito de Pierre Coffin i Chris Renaud, com a Gru (Steve Carell) i mamà de Gru (Julie Andrews) (2010).
- El reino de los chiflados de Michael Herbig, com a Yeti (Waldemar Kobus) (2008).
- Hermanos por pelotas de Adam McKay, com a Dale Doback (John C. Reilly) (2008).
- Kung Fu Panda de Mark Osborne, com a Po (Jack Black) (2008).
- El Arca de Noé, com a Noé (Juan Carlos Mesa) i Xiro (Mariano Chiesa) (2007).
- Robots de Chris Wedge i Carlos Saldanha, com a Manivela (Robin Williams) (2005).
- Valiant de Gary Chapman, com a Bugsy (Ricky Gervais) (2005).
- Austin Powers en Miembro de Oro com a Austin, Dr. Maligno i Gordo Cabrón (Mike Myers) (2002).
- Dos colgados en Chicago de Jean-Marie Poiré, com a André la Paté (Christian Clavier) (2002).
- El tesoro de Manitú de Michael Herbig, com a Winnetouch (Michael Herbig) (2002).
- Little Nicky de Steven Brill, com a Lucifer (Rodney Dangerfield), Peter (Peter Dante), John (Jonathan Loughran) i Sr.Gordi, el perro (Robert Smigel) (2000).
- Austin Powers: La espía que me achuchó, com a Austin, Doctor Maligno i Gordo cabrón (Mike Myers) (1999).

Actor
- Sin rodeos de Santiago Segura com el tècnic d'Internet (2018).
- Torrente 5: Operación Eurovegas de Santiago Segura com Genaro, membre d' Operación (2014).
- Torrente 4: Lethal Crisis (Crisis letal) de Santiago Segura com a Parella de Pablo Motos (2011).
- La venganza de Ira Vamp d'Álvaro Sáenz de Heredia com a Signora Claretta / Nicodemus (2010)
- Isi/Disi: Alto voltaje de Miguel Ángel Lamata com a Disi (2006).
- Torrente 3: El protector de Santiago Segura com a Home del lavabo (2005).
- Isi/Disi: Amor a lo bestia de Chema de la Peña com a Disi (2004).
- Una de zombis de Miguel Ángel Lamata com a Zombi Incompetent (2004).
- El oro de Moscú de Jesús Bonilla com a Perruquer gai (2004).

### Teatre
- #VuelvenNOVuelven (2014-2015).
- Una pareja de miedo (2007-2009).
- 5hombres.com (2003)
- El sentido del humor amb Santiago Segura i José Mota (2019)[9]

## Premis i nominacions
| Premi               | Any  | Categoria                                | Programa             | Resultat  |
| ------------------- | ---- | ---------------------------------------- | -------------------- | --------- |
| Neox Fan Awards     | 2013 | Millor Presentador                       | Así nos va           | Nominat   |
| Neox Fan Awards     | 2012 | Personaje Neox del año                   | Otra movida          | Guanyador |
| Antena de Oro       | 2010 | Televisió                                | Tonterías las justas | Guanyador |
| Micrófono de Oro    | 2007 | Televisió                                | El club de Flo       | Guanyador |
| Antena de Oro       | 2002 | Televisió                                | El show de Flo       | Guanyador |
| TP d'Or             | 2000 | Revelació                                | El informal          | Guanyador |
| TP d'Or             | 2010 | Presentador/a de Varietats i Espectacle  | Tonterías las justas | Nominat   |
| Premis ATV          | 2002 | Comunicador de Programes d'Entreteniment | El show de Flo       | Nominat   |
| Premios ATV         | 1999 | Comunicador de Programes d'Entreteniment | El informal          | Nominat   |
| Fotogramas de Plata | 2001 | Actor de TV                              | 7 vidas              | Nominat   |